# Anton von Weißenbach
Anton(ius) von Weißenbach, auch Antonius a Weisbach (* um 1550; † 1608), war ein deutscher Kanoniker am Naumburger Dom und am Zeitzer Dom im säkularisierten Bistum Naumburg-Zeitz sowie Besitzer mehrerer Rittergüter im Kurfürstentum Sachsen.

## Leben und Wirken
Er stammte aus der Adelsfamilie von Weißenbach und war der Sohn von Georg von Weißenbach. Sein Vater schickte ihn auf die Universität Jena und im Wintersemester 1570 auf die Universität Leipzig, wo er fünf Jahre studierte. Aufgrund der Verdienste seiner Vorfahren um das Bistum Naumburg und das Bistum Meißen wurde ihm als unverheirateten jungen Mann noch vor Aufnahme seines Studiums im Jahre 1565 am Naumburger Dom, ein Jahr nach dessen Säkularisierung, die Ehre zuteil, zum Domherrn ernannt zu werden, verbunden mit der Verleihung einer Minorpräbende, die ihm für seine weitere Ausbildung hilfreich war. Als nach vier Jahren eine vollwertige Domherrenstelle mit Majorpräbende durch den Tod von Michael Gödecke frei wurde, erhielt Anton von Weißenbach diese verliehen. Zu einem bislang noch unbekannten Zeitpunkt wurde Anton von Weißenbach auch im 30 Kilometer von Naumburg entfernten Zeitz einer von damals zwölf Dom- bzw. Stiftsherren und zwar am Kollegiatstift St. Peter und Paul, dem Zeitzer Dom. Zeitz wurde damals als ein Niederstift des Stifts Naumburg betrachtet. Da eine Residenzpflicht für Domherren und Stiftskanoniker bestand, sollte der Besitz von zwei Domkanonikaten eine Ausnahme bleiben, die Weißenbach gewährt wurde, nachdem er 1586 an das Domkapitel Naumburg mit der Bitte um Dispensation der Peregrinatio herangetreten war. Allerdings musste er zu diesem Zweck seine zweifelsfreie adlige Abstammung anhand von 16 adligen Ahnen väterlicher, als auch mütterlicher Seite nachweisen. Das entsprechende großformatige Adelsattest von Anton von Weißenbach mit zahlreichen, auf Pergament gemalten Familienwappen seiner Vorfahren hat sich bis heute im Archiv der Vereinigten Domstifter erhalten.
Als evangelischer Domherr von Naumburg und Zeitz über 40 Jahre im Amt erlebte er drei Verweser des 1564 säkularisierten Bistums Naumburg-Zeitz: die beiden Kurfürsten August von Sachsen, Christian I. von Sachsen und Herzog August von Sachsen, die ihn mit repräsentativen Aufgaben im Hochstift Naumburg beauftragten. Von 1576 bis 1596 war er in Naumburg dem Domdechanten Heinrich Poster auf dem Elstertrebnitz benachbarten Rittergut Trautzschen, und von 1596 bis zu dessen Tod 1606 dem Domdechanten Johann von Krakau unterstellt, deren Amtseinführungen und Begräbnisse er im Naumburger Dom mitorganisierte.
Er war außerdem Erb-, Lehn- und Gerichtsherr auf den Rittergütern Bonau (1585 gekauft) im Amt Weißenfels und Elstertrebnitz im Kurfürstentum Sachsen, das im 17. Jahrhundert in den oberen Teil, den sogenannten Mühlengut, und den unteren Teil getrennt wurde.

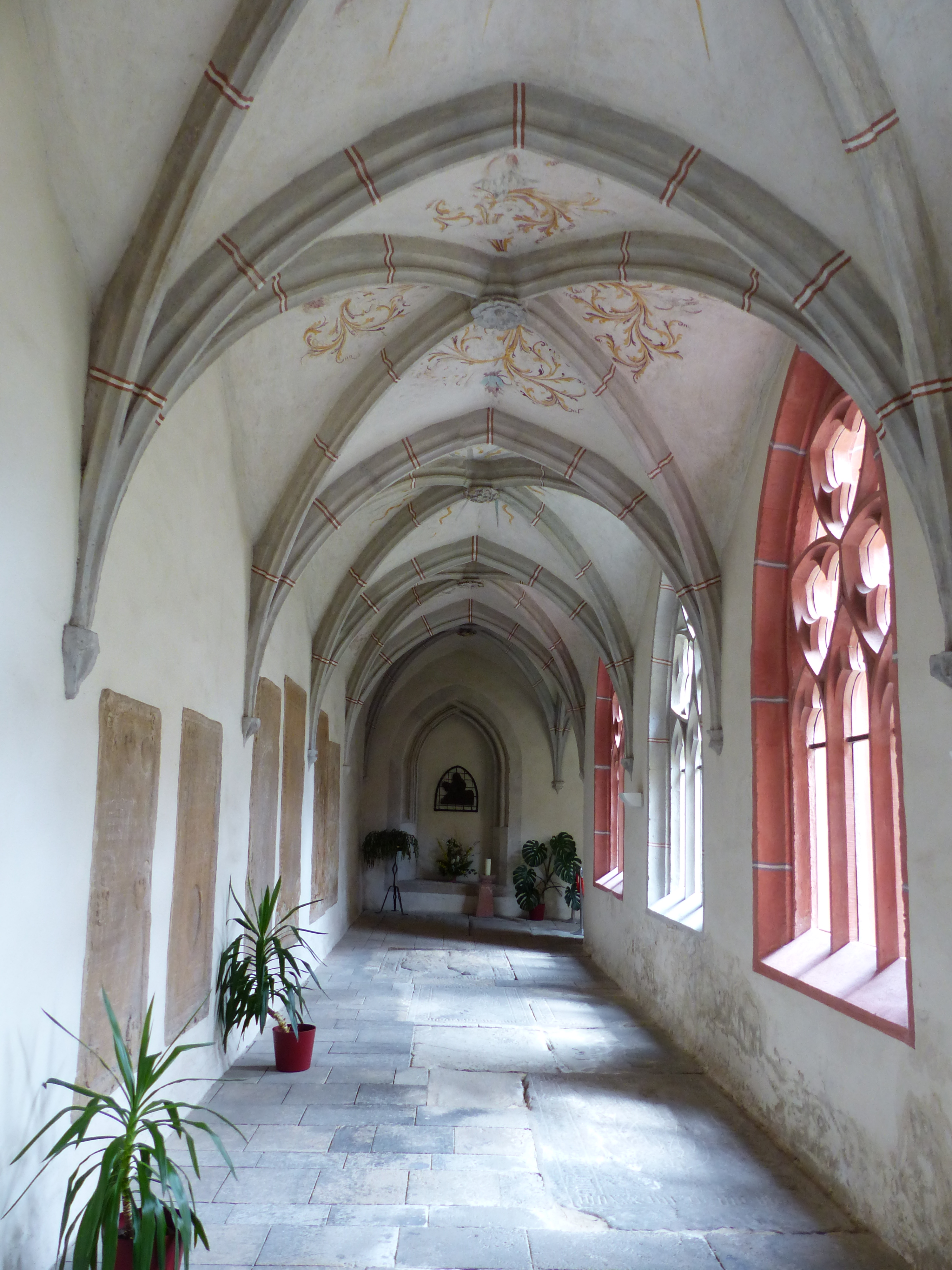
Blick in den Kreuzgang des Zeitzer Doms mit Grabplatten

Im Unterschied zu anderen evangelischen Domkapitel war es unter gewissen Umständen in Naumburg und Zeitz möglich, dass Domherren in den Ehestand treten durften. Bei Weißenbach war dies 1581 der Fall. Er heiratete standesgemäß Anna geborene von Peres, aus dem benachbarten Stift Merseburg. Seine Ehefrau starb am 15. Mai 1594 nach 13 Jahren Ehe im Alter von 32 Jahren.

## Erhaltene Grabplatte mit dem Namen Weißenbachs
Weißenbach ließ seiner verstorbenen Ehefrau eine 178 cm × 92 cm große Grabplatte aus gelben Sandstein im Kreuzgang der Schlosskirche von Zeitz errichten, die folgende Inschrift trägt:
„P(IAE) M(EMORIAE) / [FJEMINAE • NOBIL(I) GEN(ERE) VIRTV/[TE] • PIETATE • NECNON .VITAE • ATQ(VE) / [MOJRVM • CASTIMONIA • PRAES=/[STA]NTI • ANNAE A PERES • QVAE • AN(NO) / [1]5 • 94 • 15 • CAL(ENDAS) MAII 1 ' .V(ERA) FIDE IN / [DEV]M AC DO(MINVM) N(OSTRVM) IESVM CHRIS(TVM) AN/ [NIS FVNCT]A CIRCI(TER) X X X I I PIE V(ITAM) F(INIVIT) MARI/[TVS] MOESTISS(IMVS) A(NTONIVS) DE W(EISSENBACH) CANON(ICVS) / [...] XIII .ANNOR(VM) CONNVBIO / [IV]NCTA F-ä> VOTI ATQ(VE) FIDEI S(VAE) / [C]ONIVGALIS MEMORIAEQ(VE) / PERENNIS E R G O • / H(OC) M(ONVMENTVM) P(ONI) C(VRAVIT).“

Das Ehepaar von Weißenbach hatte die Kinder Georg, Hans, Joachim und Kaspar. Davon ließ der Sohn Hans († 1636) auf Kleindölzig seiner Ehefrau Martha von Weißenbach geb. von Oebschelwitz (1594–1631) nach deren Tod ebenfalls ein Grabmal errichten, das sich vor dem Kirchenaltar der alten Nikolaikirche in Zeitz befand und 1821 beim Abbruch der Kirche beseitigt wurde. In deren 1631 in Leipzig gedruckten Leichenpredigt mit dem Titel: 

„Ezechielis Augenlust/ Aus seinem 24. Cap. : Bey Adelichen Leichbegängniß/ der WolEdelen und Vieltugendreichen Frawen Marthen/ Gebornen von Oebschelwitz/ Des [...] Hansen von Weissenbachs/ Der Zeit bey uns allhier/ [et]c. hertzgeliebten unnd nunmehr seligen Gemahlin und Haußfraw/ Welche im 37. Jahr ihres Alters am Tage Matthaei/ den 21. Septembr. dieses 1631. im Stifft zu Zeitz sanfft und selig eingeschlaffen/ und den 27. drauff in der Pfarrkirch zu S. Nicol. daselbst in ihr Ruhekämmerlein beygesetzet worden / Einfältig doch schrifftmässig angeführet/ unnd auff des Adelichen Witbers Begehren in Druck gegeben/ Von M. Johanne Sensio, Past. ad D. Nicol. daselbst“

sind die damaligen Familienverhältnisse im Detail dokumentiert.
Es kann davon ausgegangen werden, dass für Weißenbach nach dessen Tod auch ein Epitaph errichtet wurde. Dieses blieb jedoch – wie auch andere Grabmäler im Naumburger Dom – nicht erhalten.